# Toon van Steen

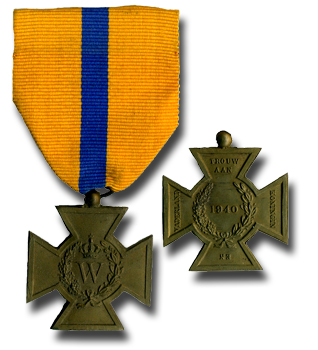
Bronzen Kruis

Antonius van Steen (Ubbergen, 5 februari 1912 - bij Mauthausen, 31 december 1944) was Engelandvaarder en SOE-agent.  
Op 1 mei 1942 stuurde de Britse geheime dienst (SOE) bericht aan Huub Lauwers dat binnenkort Hermanus Parlevliet en zijn marconist Toon van Steen zouden worden gedropt. Lauwers was op 8 maart door de Duitsers gearresteerd maar er nog niet in geslaagd de Engelsen duidelijk te maken dat zijn berichten door de Duitsers werden gecontroleerd. Op 28 mei bevestigde Engeland de komst van beide agenten.
Zij werden op 29 mei 1942 bij Kallenkote gedropt en werden slachtoffer van het net begonnen Englandspiel, net als Albert Baatsen, Joseph Bukkens, George Louis Jambroes en Trix Terwindt die op een ander moment ook bij Kallenkote gedropt en door de Duitsers gearresteerd werden. Baatsen, Bukkens en Jambroers kwamen via kampen in Haaren en Vught in Mauthausen terecht, en werden op 6 en 7 september 1944 gefusilleerd, Terwindt ging naar een vrouwenkamp in Ravensbrück en werd aan het einde van de oorlog bevrijd. Parlevliet kwam in Rawicz terecht en werd al op 30 april 1944 gefusilleerd. Van Steen heeft ook in Mauthausen gezeten, maar is niet gefusilleerd. Hij overleed in de omgeving van Mauthausen op 31 december 1944.
Op 2 mei 1953 werd Van Steen postuum onderscheiden met het Bronzen Kruis (KB 2-5-1953/33).